# Santuario de Hermes y Afrodita
El Santuario de Hermes y Afrodita, en la investigación a menudo (Káto) Santuario de Sými (en griego: Ieró sti (Káto) Sými), fue un santuario minoico en la isla de Creta, en Grecia. En la antigüedad, allí se rendía culto a Hermes y Afrodita. El yacimiento arqueológico del santuario se encuentra cerca del actual pueblo de Kato Simi.
El nombre (Káto) Santuario de Sými, que hace referencia a la aldea actual, se utiliza especialmente para referirse a un yacimiento minoico, ya que se desconoce el nombre de este. La denominación «Santuario de Hermes y Afrodita» es útil para referirse al período antiguo.

## Historia
El santuario de Kato Simi fue un lugar de culto durante un período excepcionalmente largo, desde el período minoico (MM II-III) en la Antigua Grecia hasta el período romano hasta los años 200 d. C., y es uno de los pocos lugares de Creta y del resto de Grecia donde se puede demostrar que un lugar de culto ha sobrevivido intacto desde la Edad del Bronce hasta bien entrada la Edad del Hierro.

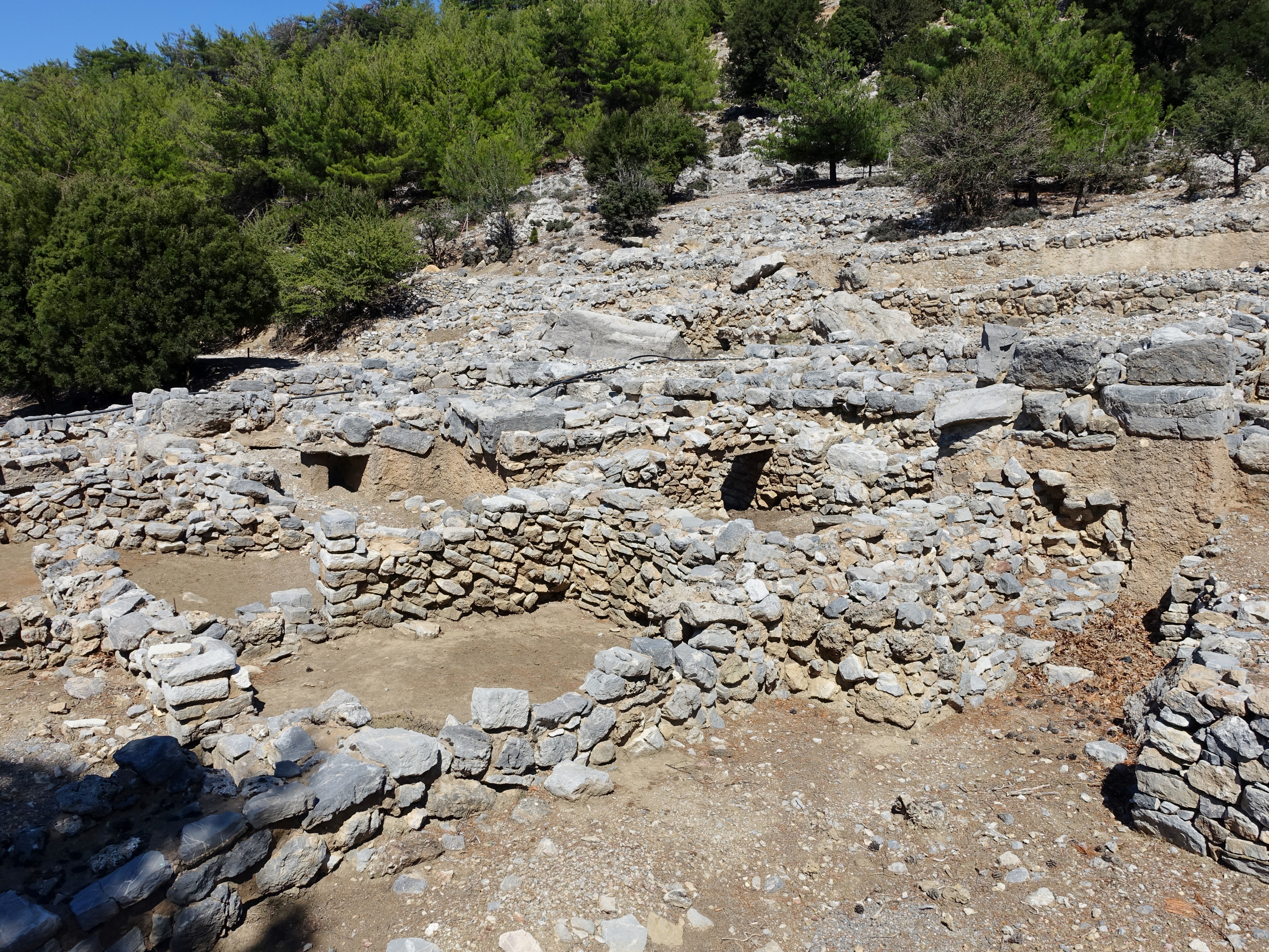
Vista en dirección al altar.

Los primeros indicios de actividad en el yacimiento se remontan a la época prepalacial, más concretamente al período MM I de alrededor del 2100-2000 a. C, y, a mayor escala, el período palacial antiguo MM II (c. 1900-1800 a. C.). Los restos constructivos más antiguos datan de c. 1800-1700 a. C. El santuario fue reconstruido en el período palacial reciente (c. 1750-1450 a. C.), posiblemente tras un terremoto. El santuario no fue abandonado al final del período minoico, posiblemente porque no estaba conectado a ningún centro palacial debido a su ubicación. En su lugar, el santuario fue renovado en el periodo protogeométrico, es decir, la Edad de Hierro antigua, incluyendo la construcción de un nuevo altar como su centro.

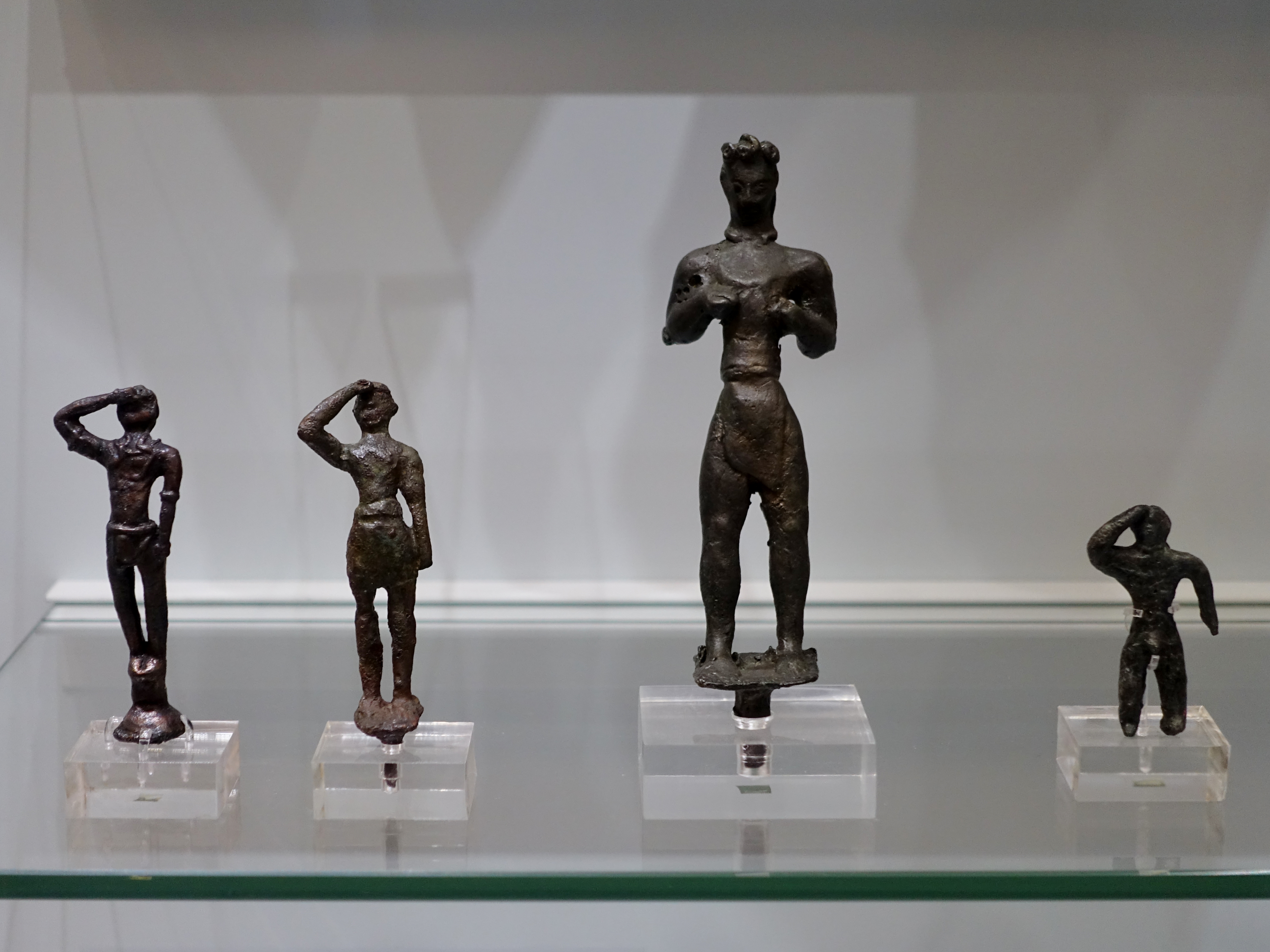
Estatuillas de bronce del santuario. Museo Arqueológico de Heraclión.

No hay información sobre la divinidad del lugar en el período minoico ya que carece de figuras femeninas típicas  (aunque a veces se ha dicho que el culto estaba dedicado a una diosa madre). Según los hallazgos de los exvotos, el culto parece haber sido más bien a una deidad masculina. En la antigüedad, el culto del santuario se transformó en un culto a Hermes y Afrodita. Los primeros indicios de un culto a Hermes y a una diosa en el lugar se remontan a los años 900 a. C., aunque las primeras pruebas del nombre Hermes se encuentran en inscripciones de los años 500 a. C. El epíteto local era Cedrites. Los primeros indicios de que la diosa del yacimiento fue interpretada como Afrodita datan del período helenístico. En la antigüedad, el santuario estaba situado cerca de la polis de Biannos, pero no se sabe si el santuario estaba realmente bajo la jurisdicción de Biannos. A juzgar por los exvotos y las inscripciones, el santuario parece haber sido cretense. En el siglo I d. C., parece haber retrocedido hasta convertirse en un santuario local.
El lugar del santuario siguió utilizándose en cierto modo para el culto incluso en la primera época cristiana, ya que en los años 500 o 600 se construyeron dos iglesias en el lugar. El santuario fue descubierto por casualidad durante unas excavaciones en 1972. Las excavaciones arqueológicas que comenzaron inmediatamente después fueron dirigidas por Angeliki Lebessi. Las excavaciones han continuado hasta mediados de la década de 2000.

## Edificios y hallazgos
El santuario se encuentra en la ladera sur del monte Dikti, a una altitud de unos 1130 metros sobre el nivel del mar, a unos cinco km al noreste de la aldea de Kato Simi, hacia la ladera alta. Cerca del yacimiento fluye un manantial, que ha dado al lugar su nombre moderno de Krýa Vrýsi. El manantial también era importante para el santuario y puede haber sido un factor a la hora de determinar su ubicación. Dado que el santuario no estaba situado en una cima sino en una ladera, difiere del típico santuario en la cima de una montaña de la religión minoica.

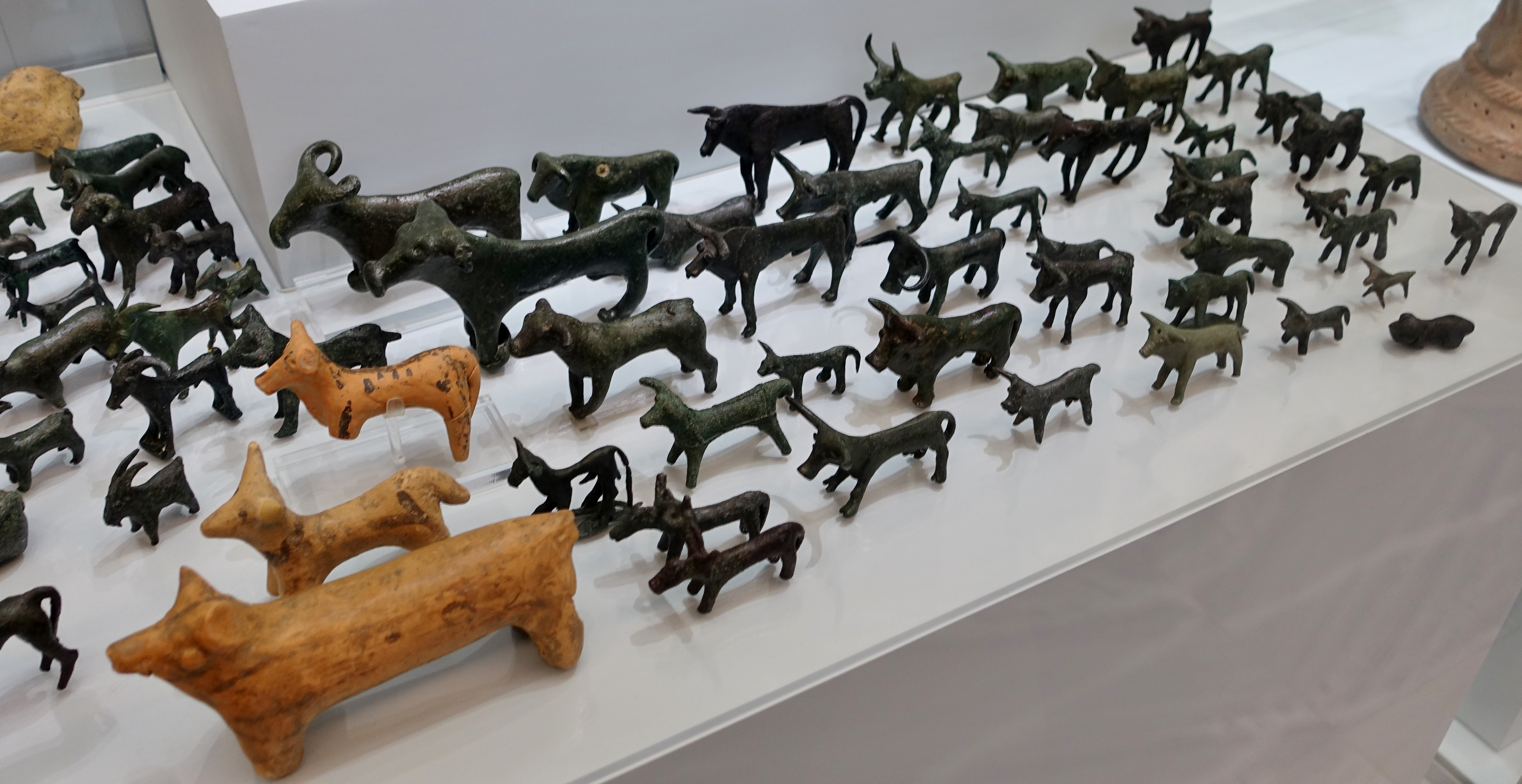
Figuras de animales de arcilla y bronce. Museo Arqueológico de Heraclión.

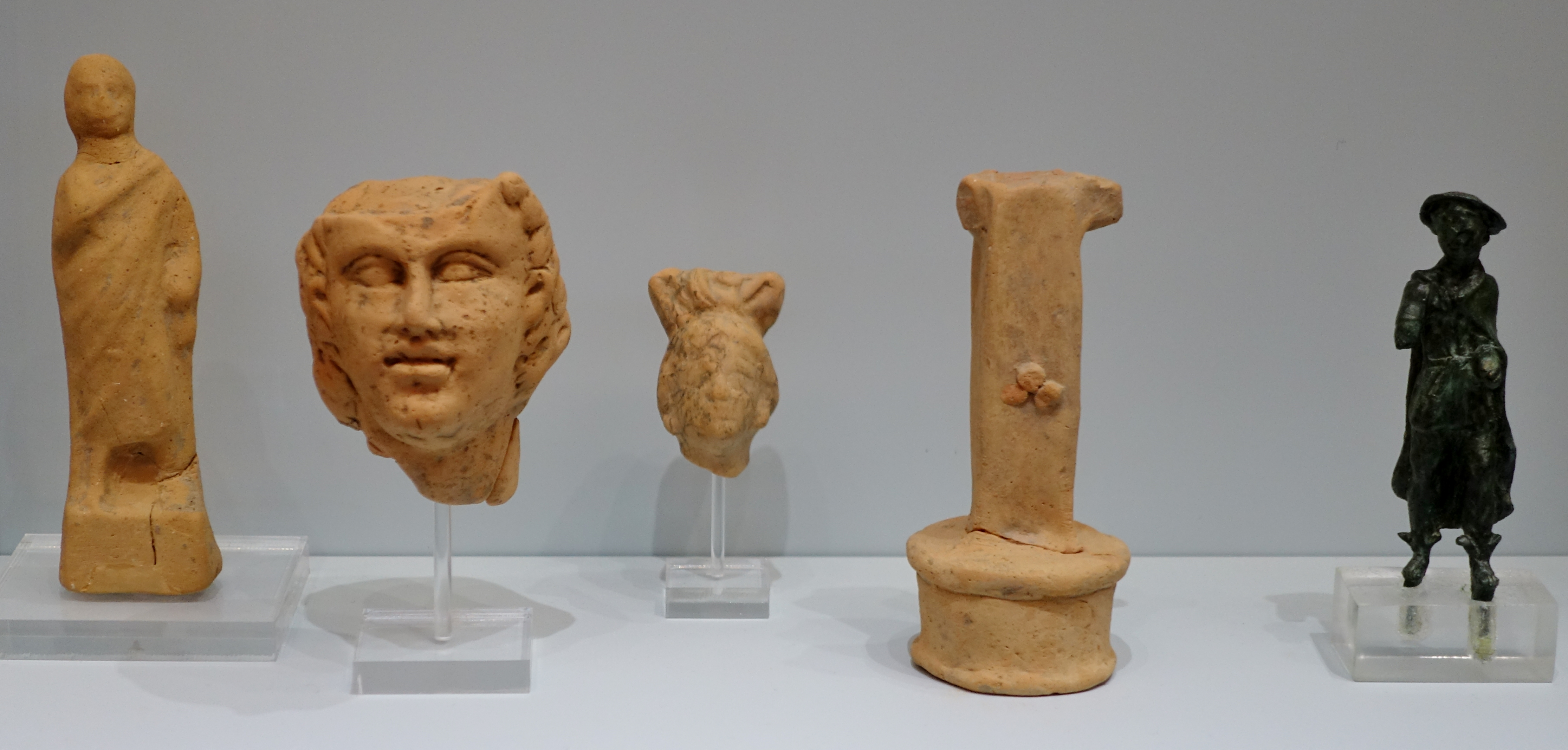
Estatuillas de Hermes. Museo Arqueológico de Heraclión.

El santuario era grande, y solo se ha excavado una pequeña parte: se calcula que tenía unos 9350 m2 metros cuadrados, de los cuales se han excavado unos 1250. Debido a ello, y a la larga historia del yacimiento, no es posible hacerse una idea completa de su desarrollo. El hecho de que cada fase esté representada por una fina capa arqueológica, a menudo entremezclada con vestigios de construcción de otros períodos; los cambios provocados por la agricultura y la recuperación de tierras; y los cambios causados por el agua de lluvia y las corrientes de agua, también han causado problemas en las excavaciones.
El santuario del período palacial reciente estaba rodeado por el muro rectangular de un témenos. Un pasadizo conducía a su puerta. Los hallazgos más recientes incluyen un altar de unos 2,7 × 2,2 en el centro del santuario del primer milenio a. C., y los restos de numerosos holocaustos asociados a él. Alrededor del altar se encuentran los restos de numerosos edificios de diferentes épocas. Algunos de los edificios estaban abiertos y otros cubiertos. También hay muchos indicios de movimientos de tierra en el yacimiento.
Hay objetos de todo el período de uso del santuario. Se han encontrado numerosas tablillas de libación minoicas, algunas con inscripciones en lineal A, y diversos recipientes de culto. Los hallazgos sugieren que en el lugar se practicaban comidas comunales asociadas al culto. Los hallazgos también incluyen un gran número de exvotos tanto de la Edad del Bronce como de la Edad del Hierro. Entre ellos figuran, en particular, estatuillas de figuras humanas y animales. La mayoría de las figuras humanas son masculinas, lo que sugiere que el culto del santuario era sobre todo masculino.  Los hallazgos se encuentran en el Museo Arqueológico de Heraclión.